# أنتوني عطالله
أنتوني عطا الله (بالإنجليزية: Anthony Atala)‏ (من مواليد 14 يوليو 1958) أستاذ ومدير معهد ويك فورست للطب التجديدي Wake Forest Institute for Regenerative Medicine
ورئيس قسم جراحة المسالك البولية في كلية الطب، بمعهد الأبحاث ويك فورست في ولاية كارولينا الشمالية. هو معهد أبحاث تابع لكلية ويك فورست للطب ويقع في وينستون-سالم (كارولاينا الشمالية)، بالولايات المتحدة. معهد أبحاث متخصص في طب التجديد، ويقصد بالطب التجديدي أو الطب التجديدي الإحيائي هو «مجموعة ممارسات تهدف إلى تجديد الأنسجة المريضة أو التالفة باستخدام خلايا الجسم الصحية».

## السيرة الموجزة
ولد أنطوني عطالله في بيرو، ونشأ في كورال جابلز، بفلوريدا. التحق أنطوني بجامعة ميامي وحصل هناك على درجة البكالوريوس في علم النفس.ثم التحق بكلية الطب في جامعة لويزفيل، حيث أكمل أيضًا تخصصه في المسالك البولية.
كما تابع ك زميل (درجة دراسية) في مستشفى بوسطن للأطفال التابع لجامعة هارفارد الطبية في الفترة من 1990 إلى 1992، حيث تدرب تحت إشراف أخصائيي جراحة المسالك البولية للأطفال آلان ريتيك وهاردي هندرين.
شغل منصب مدير مختبر هندسة الأنسجة والعلاج الخلوي في مستشفى بوسطن للأطفال. عمل هناك على الأنسجة والأعضاء البشرية لزيادتها وتطويرها ونموها أو توليدها إن صح القول لتحل محل الأنسجة المتضررة من الأمراض أو العيوب. أصبح هذا العمل مهمًا جدا بسبب النقص في برنامج المتبرعين بالأعضاء. أو بسبب عدم تقبل المناعة بسهولة لأعضاء المتبرعين الجديدة.
واصل أنتوني عطا الله عمله في هندسة الأنسجة والأعضاء القابلة للطباعة Organ printing بعد انتقاله إلى مركز ويك فورست المعمداني الطبي Wake Forest Baptist Medical Center وكلية ويك فورست للطب في عام 2004.
قاد عطا الله الفريق الذي طور أول عضو يزرع في المختبر ( هو عبارة عن مثانة) ليتم إدماجه وزرعه في جسم إنسان متلقي.